# Ochodaeus planiceps
Ochodaeus planiceps es una especie de coleóptero de la familia Ochodaeidae.

## Distribución geográfica
Habita en Guatemala.